# Gerard Butler
Gerard James Butler (Paisley, 13 novembre 1969) è un attore e produttore cinematografico britannico.
Dopo aver studiato legge, Butler iniziò a recitare all'inizio degli anni 1990 con piccoli ruoli in produzioni come La mia regina (1997), Talos - L'ombra del faraone (1998). Nel 2000 ha recitato come Dracula nel film horror Dracula's Legacy - Il fascino del male, con Christopher Plummer e Jonny Lee Miller. Successivamente è apparso nei film Il regno del fuoco, con Christian Bale (2002) e Lara Croft: Tomb Raider - La culla della vita, con Angelina Jolie (2003), prima di interpretare André Marek nell'adattamento di fantascienza di Michael Crichton, Timeline - Ai confini del tempo (2003). Poi è stato lanciato nel ruolo di Erik, il fantasma di Joel Schumacher nel film del 2004 Il fantasma dell'Opera al fianco di Emmy Rossum. Quel ruolo gli è valso una nomination per il Satellite Award come miglior attore.
Ha ottenuto il riconoscimento mondiale per l'interpretazione del re Leonida nel film di guerra 300 ricevendo le nomination per un Empire Award come miglior attore e per un Saturn Award come miglior attore e vincendo l'MTV Movie & TV Awards nella categoria "miglior combattimento". Del 2010 è la commedia Il cacciatore di ex nel quale è protagonista insieme a Jennifer Aniston. 
Negli anni 2010 ha doppiato Stoick l'Immenso (il padre del protagonista Hiccup) nel primo film d'animazione della serie Dragon Trainer, un ruolo che in seguito ha ripreso nei cortometraggi La leggenda del drago Rubaossa (2010) e Dragons - Il dono del drago (2011) e nei lungometraggi Dragon Trainer 2 (2014) e Dragon Trainer - Il mondo nascosto (2019), e ha quindi recitato personalmente il suo personaggio in un film remake live-action del 2025. Ha interpretato come il capo militare Tullo Aufidio nel film Coriolanus (2011), un adattamento modernizzato di William Shakespeare, e ha ottenuto anche il ruolo di Sam Childers nel film biografico dello stesso anno, Machine Gun Preacher.
Dal 2013 ha interpretato l'agente dei servizi segreti Mike Banning nella trilogia di thriller d'azione Attacco al potere - Olympus Has Fallen, Attacco al potere 2 e Attacco al potere 3 - Angel Has Fallen.

## Biografia
Nato nel 1969 in Scozia, Gerard Butler è il più giovane dei tre figli di Margaret e Edward Butler. Trascorse i primi anni della sua vita in Canada dove la famiglia si era trasferita per poi tornare in Scozia. Da sempre appassionato di cinema, esordì al Kings Theatre di Glasgow a 12 anni con Oliver. Nonostante la passione e le capacità dimostrate sin da piccolo, fu dissuaso dall'intraprendere la carriera di attore e studiò giurisprudenza all'Università di Glasgow.

## Carriera

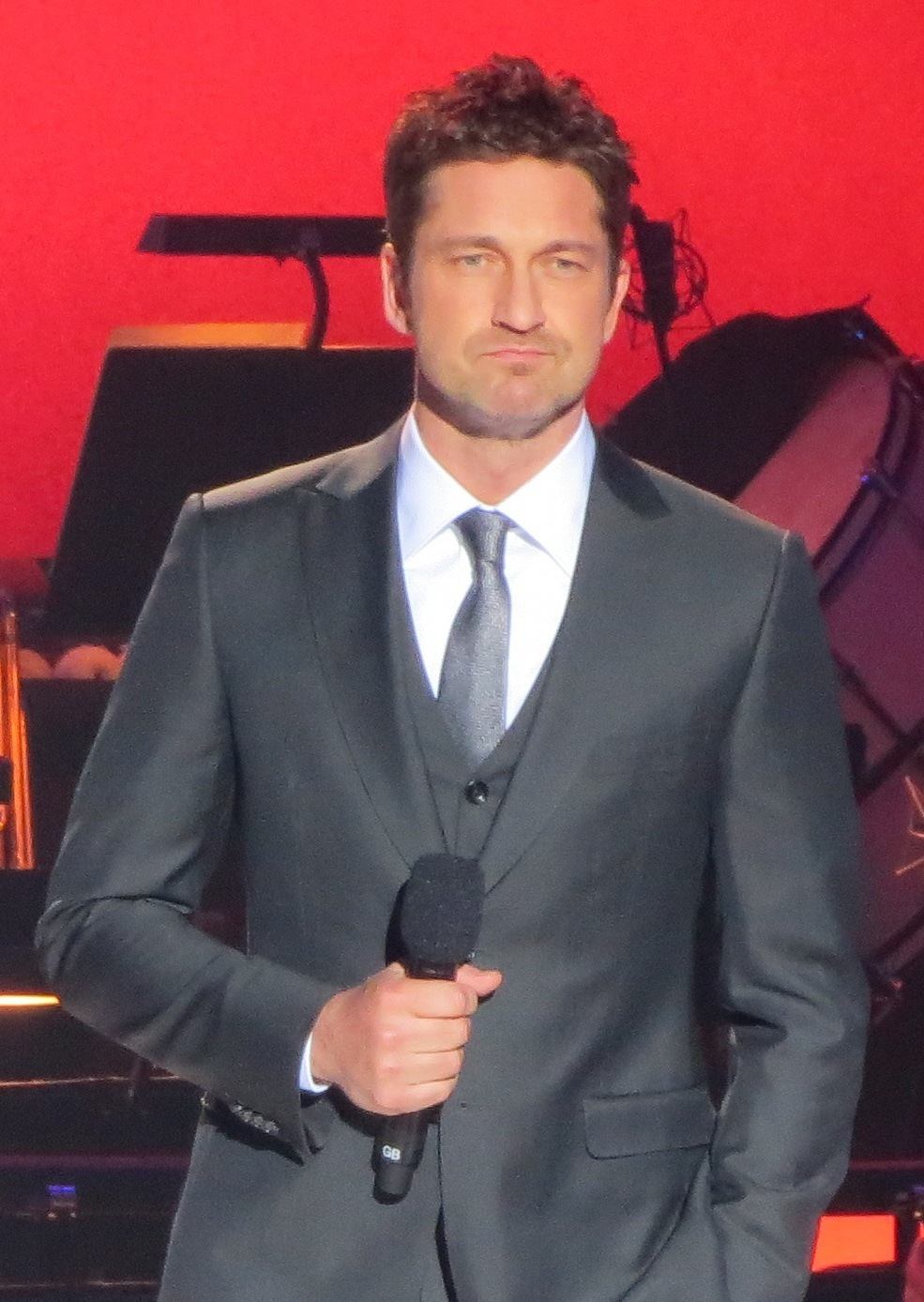
Gerard Butler ad Oslo nel 2012

Si trasferisce a Londra, dove dopo un incontro casuale con l'attore e regista Steven Berkoff si reca a un'audizione e ottiene una parte in Coriolano al Mermaid Theatre. Nel 1996, dopo un'altra audizione, ottiene una parte nella versione teatrale di Trainspotting. L'esordio cinematografico arriva nel 1997 con La mia regina (Mrs. Brown) di John Madden. È un grande successo che spiana la strada alla carriera di Butler. Nel 2001 riceve lo "Spirit of Scotland Award" per il cinema e nel 2002 è sul set di Lara Croft: Tomb Raider - La culla della vita al fianco di Angelina Jolie, interpretando Terry Sheridan, l'interesse amoroso di Lara Croft. 
Nel 2004 è il protagonista, insieme con Emmy Rossum, Miranda Richardson e Patrick Wilson, nel film Il fantasma dell'Opera di Joel Schumacher, con le musiche di Andrew Lloyd Webber, e nello stesso anno partecipa al film Dear Frankie. Nel 2007 interpreta l'eroico re spartano Leonida nella trasposizione cinematografica di 300, il graphic novel di Frank Miller. Nello stesso anno viene pubblicato il film romantico P.S. I Love You, interpretato con Hilary Swank.
Nel 2009 insieme con Katherine Heigl è coprotagonista della commedia La dura verità. Sempre tra il 2009 e il 2010 ottiene la parte da protagonista in due film d'azione: Gamer e Giustizia privata. Nel 2010 esce Il cacciatore di ex, dove è coprotagonista con Jennifer Aniston. Successivamente viene ingaggiato per Machine Gun Preacher, biografia dell'attivista Sam Childers.
Nello stesso anno partecipa come doppiatore al film della Dreamworks Dragon Trainer, dove dà voce al fiero e duro padre del protagonista. Nel 2012 è il protagonista delle commedia Quello che so sull'amore, diretto da Gabriele Muccino. Nel 2013 è il protagonista del film Attacco al potere - Olympus Has Fallen, nel quale un commando di terroristi nord coreani attacca la Casa Bianca e prende in ostaggio il Presidente. Nel 2014 doppia di nuovo Stoik in Dragon Trainer 2.
Nel 2016 interpreta il dio egizio Seth nel film Gods of Egypt, diretto da Alex Proyas e riprende il ruolo di Mike Banning in Attacco al potere 2. Nel 2017 interpreta Jacob Jake Lawson nel film Geostorm. Verso la fine del 2018 interpreta il ruolo del comandante di un sottomarino nucleare nel film Hunter Killer - Caccia negli abissi. Nel 2019 è ancora nel ruolo di Mike Banning nel film Attacco al potere 3 - Angel Has Fallen.
Nel 2020 interpreta il ruolo di John Garrity nel film Greenland che narra di un meteorite in rotta di collisione con la Terra seguito da una serie di piogge di comete in grado di provocare un'estinzione di massa. Mentre le città di tutto il mondo vengono rase al suolo dalle comete e il conto alla rovescia per l'apocalisse globale si avvicina allo zero, l'unica possibilità di salvarsi sono dei bunker sotterranei, uno dei quali è situato in Groenlandia. A John e alla sua famiglia tocca raggiungerla e mettersi in salvo prima che sia troppo tardi. Nel 2023 interpreta il protagonista Brodie Torrance nel film thriller The Plane. Nel gennaio 2024, è stato annunciato in cui avrebbe ottenuto fisicamente il ruolo di Stoick l'Immenso nel film remake live-action di Dragon Trainer, diretto da Dean DeBlois, previsto nelle sale il 13 giugno 2025.

## Vita privata
Nell'estate del 2004 ha avuto una relazione con l'attrice Beatrice Luzzi.
Sul set di The Bounty Hunter ha avuto una liaison di un paio d'anni con la cooprotagonista Jennifer Aniston
Dall'ottobre 2011 Butler si divide tra Los Angeles e Glasgow. Secondo quanto riferito, ha manifestato interesse ad acquistare un castello scozzese.
Ha dichiarato in alcune interviste di non bere alcolici. Nel febbraio 2012 è stato riferito che aveva completato un corso di trattamento per l'abuso di sostanze in una struttura di riabilitazione, dopo essersi preoccupato per la troppa dipendenza dai farmaci antidolorifici prescritti, la cui quantità era aumentata in seguito a un incidente di surf durante le riprese di Chasing Mavericks - Sulla cresta dell'onda.
Nel 2011 Butler ha giocato in una partita di beneficenza per il Celtic FC di Glasgow, la squadra di calcio per la quale ha fatto il tifo fin dall'infanzia. Un anno dopo avrebbe rappresentato il Celtic interpretando il ruolo di un giocatore in Quello che so sull'amore.  Nell'agosto 2013 ha acquisito una partecipazione azionaria nella squadra di cricket della Jamaica Tallawahs, che fa parte della Limacol Caribbean Premier League (CPL). 
Nel 2016, per alcuni mesi, è stato sentimentalmente legato alla giornalista brasiliana Glória Maria. 
Nel 2018 Butler ha partecipato a un gala di raccolta fondi organizzato da Friends of the Israel Defense Forces, che ha raccolto 60 milioni di dollari per le forze armate israeliane. 
Nel novembre 2018 la casa di Butler è stata distrutta dall'incendio di Woolsey.

## Filmografia

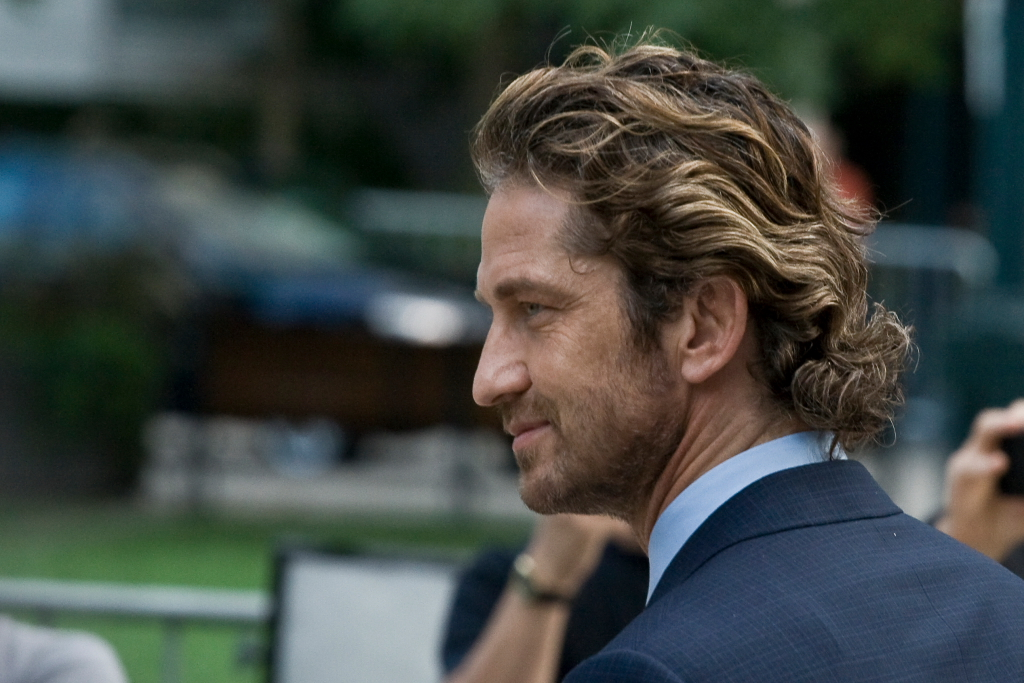
Gerard Butler al Toronto International Film Festival per la prima di Machine Gun Preacher (2011)

### Attore

#### Cinema
- La mia regina (Mrs. Brown), regia di John Madden (1997)
- Il domani non muore mai (Tomorrow Never Dies), regia di Roger Spottiswoode (1997)
- Fast Food, regia di Stewart Sugg (1998)
- Talos - L'ombra del faraone (Tale of the Mummy), regia di Russell Mulcahy (1998)
- One More Kiss, regia di Vadim Jean (1999)
- Il giardino dei ciliegi (The Cherry Orchard), regia di Mihalis Kakogiannis (1999)
- Harrison's Flowers, regia di Elie Chouraqui (2000)
- Dracula's Legacy - Il fascino del male (Dracula 2000), regia di Patrick Lussier (2000)
- Shooters, regia di Colin Teague e Glenn Durfort (2002)
- Il regno del fuoco (Reign of Fire), regia di Rob Bowman (2002)
- Lara Croft: Tomb Raider - La culla della vita (Lara Croft: Tomb Raider – The Cradle of Life), regia di Jan de Bont (2003)
- Timeline - Ai confini del tempo (Timeline), regia di Richard Donner (2003)
- Dear Frankie, regia di Shona Auerbach (2004)
- Il fantasma dell'Opera (The Phantom of the Opera), regia di Joel Schumacher (2004)
- In campo per la vittoria (The Game of Their Lives), regia di David Anspaugh (2005)
- Trailer for a Remake of Gore Vidal's Caligula, regia di Francesco Vezzoli (2005)
- Beowulf & Grendel, regia di Sturla Gunnarsson (2005)
- 300, regia di Zack Snyder (2007)
- Shattered - Gioco mortale (Butterfly on a Wheel), regia di Mike Barker (2007)
- P.S. I Love You, regia di Richard LaGravenese (2007)
- Alla ricerca dell'isola di Nim (Nim's Island), regia di Jennifer Flackett e Mark Levin (2008)
- RocknRolla, regia di Guy Ritchie (2008)
- La dura verità (The Ugly Truth), regia di Robert Luketic (2009)
- Gamer, regia di Mark Neveldine e Brian Taylor (2009)
- Giustizia privata (Law Abiding Citizen), regia di F. Gary Gray (2009)
- Il cacciatore di ex (The Bounty Hunter), regia di Andy Tennant (2010)
- Coriolanus, regia di Ralph Fiennes (2011)
- Machine Gun Preacher, diretto da Marc Forster (2011)
- Chasing Mavericks - Sulla cresta dell'onda, regia di Curtis Hanson e Michael Apted (2012)
- Quello che so sull'amore (Playing for Keeps), regia di Gabriele Muccino (2012)
- Comic Movie (Movie 43), registi vari (2013)
- Attacco al potere - Olympus Has Fallen (Olympus Has Fallen), regia di Antoine Fuqua (2013)
- Attacco al potere 2 (London Has Fallen), regia di Babak Najafi (2016)
- Gods of Egypt, regia di Alex Proyas (2016)
- Quando un padre (A Family Man), regia di Mark Williams (2016)
- Geostorm, regia di Dean Devlin (2017)
- Nella tana dei lupi (Den of Thieves), regia di Christian Gudegast (2018)
- Hunter Killer - Caccia negli abissi (Hunter Killer), regia di Donovan Marsh (2018)
- The Vanishing - Il mistero del faro (The Vanishing), regia di Kristoffer Nyholm (2018)
- Attacco al potere 3 - Angel Has Fallen (Angel Has Fallen), regia di Ric Roman Waugh  (2019)
- Greenland, regia di Ric Roman Waugh (2020)
- Copshop - Scontro a fuoco (Copshop), regia di Joe Carnahan (2021)
- Chase - Scomparsa (Last seen alive), regia di Brian Goodman (2022)
- The Plane (Plane), regia di Jean-François Richet (2023)
- Operazione Kandahar (Kandahar), regia di Ric Roman Waugh (2023)
- Nella tana dei lupi 2 - Pantera (Den of Thieves 2: Pantera), regia di Christian Gudegast (2025)
- Dragon Trainer (How to Train Your Dragon), regia di Dean DeBlois (2025)

#### Televisione
- Little White Lies, regia di Philip Saville – film TV (1998)
- The Young Person's Guide To Becoming A Rock Star  – serie TV (1998)
- Lucy Sullivan Is Getting Married – serie TV (1999-2000)
- Attila, l'unno (Attila), regia di Dick Lowry – miniserie TV (2001)
- An Unsuitable Job for a Woman – serie TV (2001)
- The Jury, regia di Pete Travis – miniserie TV (2002)

#### Cortometraggi
- Please!, regia di Paul Black (1999)
- Jewel of the Sahara, regia di Ariel Vromen (2001)
- Trailer for a Remake of Gore Vidal's Caligula, regia di Francesco Vezzoli (2005)

### Produttore

#### Cinema
- Giustizia privata (Law Abiding Citizen), regia di F. Gary Gray (2010)
- Machine Gun Preacher, diretto da Marc Forster (2011)
- Chasing Mavericks - Sulla cresta dell'onda (Chasing Mavericks), regia di Curtis Hanson e Michael Apted (2012)
- Quello che so sull'amore (Playing for Keeps), regia di Gabriele Muccino (2012)
- Attacco al potere - Olympus Has Fallen (Olympus Has Fallen), regia di Antoine Fuqua (2013)
- Shiraz - La città delle rose (Septembers of Shiraz), regia di Wayne Blair (2015)
- Attacco al potere 2 (London Has Fallen), regia di Babak Najafi (2016)
- Nella tana dei lupi (Den of Thieves), regia di Christian Gudegast (2018)
- The Vanishing - Il mistero del faro (The Vanishing), regia di Kristoffer Nyholm (2018)
- Hunter Killer - Caccia negli abissi (Hunter Killer), regia di Donovan Marsh (2018)
- Attacco al potere 3 - Angel Has Fallen (Angel Has Fallen), regia di Ric Roman Waugh  (2019)
- La prova del serpente (Them That Follow), regia di Britt Poulton e Dan Madison Savage (2019)
- Greenland, regia di Ric Roman Waugh  (2020)
- The Plane (Plane), regia di Jean-François Richet (2023)
- Operazione Kandahar (Kandahar), regia di Ric Roman Waugh (2023)
- Nella tana dei lupi 2 - Pantera (Den of Thieves 2: Pantera), regia di Christian Gudegast (2025)

#### Televisione
- Attacco al potere - Paris Has Fallen (Paris Has Fallen), regia di Oded Ruskin e Hans Herbots – miniserie TV, 8 puntate (2024)

#### Documentario
- Wrath of Gods, regia di Jon Einarsson Gustafsson (2006)

### Doppiatore
- Dragon Trainer (How to Train Your Dragon), regia di Chris Sanders e Dean DeBlois (2010)
- Dragon Trainer 2 (How to Train Your Dragon 2), regia di Dean DeBlois (2014)
- Dragon Trainer - Il mondo nascosto (How to Train Your Dragon: The Hidden World), regia di Dean DeBlois (2019)
- Ark: The Animated Series – serie animata, 2 episodi (2024)

## Riconoscimenti
- Empire Award
  - 2008 – Candidatura per il miglior attore per 300
- MTV Movie Award
  - 2007 – Miglior combattimento per 300
  - 2007 – Candidatura per la miglior performance per 300
- Satellite Award
  - 2005 – Candidatura per il miglior attore per Il fantasma dell'Opera
- Saturn Award
  - 2008 – Candidatura per il miglior attore per 300

## Doppiatori italiani
Nelle versioni in italiano delle opere in cui ha recitato, Gerard Butler è stato doppiato da:
- Luca Ward in Dracula's Legacy - Il fascino del male, Lara Croft: Tomb Raider - La culla della vita, Alla ricerca dell'isola di Nim, Giustizia privata, Coriolanus, Machine Gun Preacher, Quello che so sull'amore, Attacco al potere - Olympus Has Fallen, Attacco al potere 2, Gods of Egypt, Quando un padre, Geostorm, Nella tana dei lupi, Hunter Killer - Caccia negli abissi, Attacco al potere 3 - Angel Has Fallen, Greenland, Copshop - Scontro a fuoco, The Plane, Operazione Kandahar, Nella tana dei lupi 2 - Pantera
- Massimo De Ambrosis in Attila, l'unno, Timeline - Ai confini del tempo, La dura verità
- Luigi Ferraro in Il regno del fuoco, Comic Movie
- Stefano Benassi in Il fantasma dell'Opera[5], P.S. I Love You
- Fabio Boccanera in RocknRolla, Il cacciatore di ex
- Fabrizio Pucci in The Vanishing - Il mistero del faro, Chase - Scomparsa
- Christian Iansante in La mia regina
- Vittorio De Angelis in Harrison's Flowers
- Roberto Draghetti in Dear Frankie
- Vittorio Guerrieri in In campo per la vittoria
- Gianluca Iacono in Beowulf & Grendel
- Roberto Pedicini in 300
- Gaetano Varcasia in Shattered - Gioco mortale
- Massimo Corvo in Gamer
- Davide Marzi in Chasing Mavericks - Sulla cresta dell'onda
- Dario Oppido in Dragon Trainer

Da doppiatore è sostituito da:
- Roberto Draghetti in Dragon Trainer, La leggenda del drago Rubaossa, Dragons - Il dono del drago, Dragon Trainer 2, Dragon Trainer - Il mondo nascosto, Dragon Trainer - Rimpatriata